# 智利無鬚鱈
智利無鬚鱈，為輻鰭魚綱鱈形目無鬚鱈科的其中一種，分布於東南太平洋智利Chiloé島海域，為深海魚類，深度50-500公尺，體長可達87公分，棲息在大陸棚及大陸坡底層水域，會進行垂直性洄游，以魚類、磷蝦、頭足類等為食，生活習性不明，可做為食用魚。

## 扩展阅读
維基物種上的相關：智利無鬚鱈